# Klasszikus liberalizmus
A klasszikus liberalizmus a liberalizmus azon formája, állapota, ahogy az a 19. századra kialakult. Akkor egyszerűen ez volt a liberalizmus, a klasszikus jelzőt az utókor ragasztotta rá, hogy megkülönböztesse a későbbi formáktól. A klasszikus liberalizmus az alkotmányosan korlátozott állam és az egyéni szabadságjogok hirdetője. Az isteni és tételes joggal szemben a természetjogra alapozza az emberi jogokat. Bár a korábbiakhoz képest szélesítette a választójogot, az általános választójogig nem jutott el. A gazdaságnak szerinte a laissez faire elve szerint kell működnie, a piacnak szabadnak, mindenféle intervenciótól mentesnek kell lennie. Ellene van a protekcionizmusnak és a merkantilizmusnak, a szabadkereskedelem híve. Tulajdonképpen a politikai liberalizmus és a gazdasági liberalizmus fúziójának tekinthető.